# Мадхукхали (подокруг)
Мадхукхали (бенг. মধুখালী, англ. Madhukhali) — подокруг в центральной части Бангладеш в составе округа Фаридпур. Образован в 1983 году. Административный центр — город Мадхукхали. Площадь подокруга — 230,20 км². По данным переписи 1991 года население подокруга составляло 165 438 человек. Плотность населения равнялась 719 чел. на 1 км². Уровень грамотности населения составлял 32,5 %. Религиозный состав: мусульмане — 79,40 %, индуисты — 19,99 %, христиане — 0,04 %, буддисты — 0,03 %, прочие — 0,54 %.